# Mostek (województwo warmińsko-mazurskie)
Mostek (niem. Kleinbrück) – osada w Polsce, w województwie warmińsko-mazurskim, w powiecie mrągowskim, w gminie Piecki. 
Do 2023 miejscowość była częścią wsi Piecki.
Mostek wchodzi w skład sołectwa Piecki. 
W latach 1975–1998 Mostek administracyjnie należał do województwa olsztyńskiego.

## Historia
Mostek powstał w 1823 r. W 1871 r. osadę połączono z Piersławkiem. W 1838 r. Mostek odnotowano w dokumentach jako osade bartników z jednym domem i 13 mieszkańcami.